# Haliophasma pseudocarinata
Haliophasma pseudocarinata is een pissebed uit de familie Anthuridae. De wetenschappelijke naam van de soort is voor het eerst geldig gepubliceerd in 1940 door Barnard.